# Хемпстед (Тексас)
Хемпстед (енгл. Hempstead) град је у америчкој савезној држави Тексас. Налази се у округу Волер, чије је седиште. По попису становништва из 2010. у њему је живело 5.770 становника.

## Демографија
Према попису становништва из 2010. у граду је живело 5.770 становника, што је 1.079 (23,0%) становника више него 2000. године.
| Група             | 2000.         | 2010.         |
| Белци             | 1.459 (31,1%) | 1.299 (22,5%) |
| Афроамериканци    | 2.038 (43,4%) | 2.242 (38,9%) |
| Азијати           | 9 (0,2%)      | 33 (0,6%)     |
| Хиспаноамериканци | 1.162 (24,8%) | 2.158 (37,4%) |
| Укупно            | 4.691         | 5.770         |